# JAC Binyue
La JAC Binyue ou JAC Benjoy, appelée aussi JAC Classe C à l'export, est une berline du constructeur automobile chinois JAC Motors. Elle s'inspire largement de la Mercedes-Benz Classe C, d'où son nom sur certains marchés.